# Podział administracyjny Gabonu
Gabon podzielony jest administracyjnie na 9 prowincji i na 37 departamentów.

## Prowincje
| Nr. | Nazwa            | Powierzchnia km² | liczba mieszkańców (2005) | Stolica              | Położenie |
| --- | ---------------- | ---------------- | ------------------------- | -------------------- | --------- |
| 1   | Estuaire         | 20 740           | 638 219                   | Libreville           |           |
| 2   | Ogowe Górne      | 36 547           | 143 715                   | Masuku (Franceville) |           |
| 3   | Ogowe Środkowe   | 18 535           | 58 307                    | Lambaréné            |           |
| 4   | Ngounié          | 37 750           | 107 173                   | Mouila               |           |
| 5   | Nyanga           | 21 285           | 54 330                    | Tchibanga            |           |
| 6   | Ogowe-Ivindo     | 46 075           | 67 326                    | Makokou              |           |
| 7   | Ogowe-Lolo       | 25 380           | 60 510                    | Koulamoutou          |           |
| 8   | Ogowe Nadmorskie | 22 890           | 134 913                   | Port Gentil          |           |
| 9   | Woleu-Ntem       | 38 465           | 134 028                   | Oyem                 |           |
|     | ogółem           | 267 667          | 1 398 521                 | Libreville           |           |

## Departamenty Gabonu

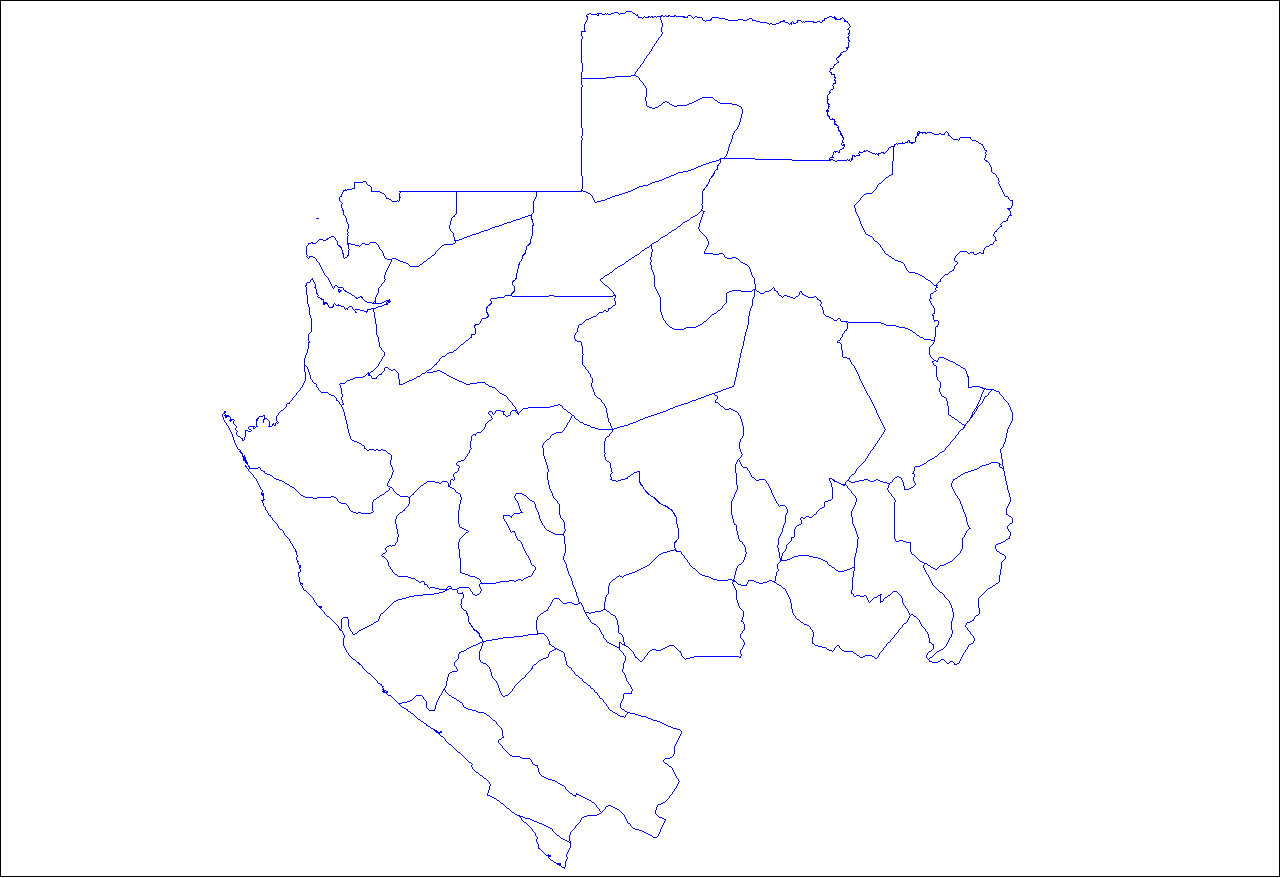
Departamenty Gabonu

Poszczególne Prowincje są podzielone na następujące departamenty:
Prowincja Estuaire
- Komo - Kango
- Komo-Mondah - Ntoum
- Noya - Cocobeach

Prowincja Górne Ogowe
- Djoue - Onga
- Djououri-Aguilli - Bongouill
- Lekoni-Lekori - Akieni
- Lekoko - Bakoumba
- Leboumbi-Leyou - Moanda
- Mpassa - Franceville
- Plateaux - Leconi
- Sebe-Brikolo - Okondja

Prowincja Środkowe Ogowe
- Abanga-Bigne - Ndjole
- Ogooue et des Lacs - Lambarene

Prowincja Ngounié
- Boumi-Louetsi - Mbigou
- Dola - Ndende
- Douya-Onoy - Mouila
- Louetsi-Wano - Lebamba
- Ndolou - Mandji
- Ogoulou - Mimongo
- Tsamba-Magotsi - Fougamou